# Fiat Strada
|  | Denne artikel omhandler den nuværende pickup-model. For den tidligere lille mellemklassebil, se Fiat Ritmo. |
Fiat Strada (type 178) er en pickup fremstillet af bilfabrikanten Fiat Professionals brasilianske afdeling. Bilen kom første gang på markedet i 1999 som afløser for pickupversionen af Fiat Fiorino. Den er baseret på personbilen Fiat Palio.

## Historie
Strada blev introduceret i 1999 som en del af projekt 178. Bilen er designet af Giorgetto Giugiaro.
Bilen markedsføres gennem Fiat Professionals forhandlernet. Den har en lasteevne på ca. 700 kg og en lastkapacitet på ca. 1100 liter. I modsætning til Palio har bilen stiv bagaksel med bladfjedre. Forhjulsophænget er derimod uændret med McPherson-fjederben og krængningsstabilisator. Motoren er monteret fortil på tværs, og er kombineret med en femtrins manuel gearkasse. Instrumentbrættet er identisk med Palio, med det samme rat og det samme kombiinstrument.
Sikkerhedudstyret omfatter ABS-bremser og airbags suppleret af FPS (Fire Prevention System)-system, som afbryder brændstoftilførslen i tilfælde af kollision hvilket nedsætter risikoen for brand.
Motorprogrammet omfattede i Europa i starten en 1,2-liters benzinmotor med først 54 kW/73 hk og senere 44 kW/60 hk, og på dieselsiden en 1,7-liters turbodiesel og en 1,9-liters sugediesel med indirekte indsprøjtning. Dieselmotorerne afløstes senere af en 1,9-liters commonrail-turbodiesel med 59 kW/80 hk. Da Euro4-normen trådte i kraft i 2006, kom der en 1,3-liters commonrailmotor med først 62 kW/84 hk og senere 70 kW/95 hk. I andre lande har der også fandtes benzinmotorer på 1,5 og 1,6 liter med 8 ventiler samt en 1,6 16V-motor.
Strada har gennemgået facelifts i 2001, 2004 og 2006.

## Tekniske specifikationer
| Model         | Cylindre | Ventiler | Slagvolume cm³ | Max. effekt kW (hk) / omdr. | Drejningsmoment Nm / omdr. | Euronorm | Motorkode | 0-100 km/t sek. | Topfart km/t | Byggeår     |
| ------------- | -------- | -------- | -------------- | --------------------------- | -------------------------- | -------- | --------- | --------------- | ------------ | ----------- |
| Benzinmotorer |          |          |                |                             |                            |          |           |                 |              |             |
| 1.2 60        | 4        | 8        | 1242           | 44 (60) / 5000              | 102 / 2500                 | Euro3    | 188A4000  | 18,0            | 141          | 2001 − 2005 |
| 1.2 75        | 4        | 8        | 1242           | 54 (73) / 6000              | 104 / 3000                 | Euro2    | 178B5000  | 13,8            | 155          | 1999 − 2001 |
| Dieselmotorer |          |          |                |                             |                            |          |           |                 |              |             |
| 1.3 Multijet  | 4        | 16       | 1248           | 62 (84) / 3500              | 200 / 1750                 | Euro4    | 223A9000  | 13,5            | 165          | 2006 − 2011 |
| 1.3 Multijet  | 4        | 16       | 1248           | 70 (95) / 4000              | 200 / 1750                 | Euro5    | 199B1000  | 12,8            | 163          | 2011 −      |
| 1.7 TD        | 4        | 8        | 1698           | 51 (69) / 4500              | 134 / 2500                 | Euro2    | 178A3000  | 15,5            | 151          | 1999 − 2001 |
| 1.9 D         | 4        | 8        | 1910           | 46 (63) / 4500              | 118 / 2500                 | Euro3    | 223A6000  | 18,0            | 143          | 2000 − 2003 |
| 1.9 JTD       | 4        | 8        | 1910           | 59 (80) / 3000              | 196 / 1500                 | Euro3    | 188A2000  | 15,0            | 160          | 2001 − 2005 |